# Otacar II da Boêmia
Otacar/Otocar II (em checo Přemysl Otakar II., também  chamado de Přemysl Ottokar ou Otakar) (1233 - 26 de agosto de 1278), O rei de ferro e ouro, foi um rei da Boêmia (1253-1278). Era o segundo filho d Rei Venceslau I da Dinastia Premislida, e através de sua mãe, Cunigunda, estava relacionado com a família Hohenstaufen, sendo neto do rei alemão Felipe da Suábia.

## Chegada ao poder
Otacar foi educado pelo rol de administradores eclesiásticos. Entretanto, depois da morte do seu irmão mais velho, Ladislau, pouco depois de seu matrimónio em 1247, Otacar converteu-se no herdeiro. Segundo a tradição oral, ficou emocionado com a morte do irmão e não se iniciou na política, concentrando-se na caça e na bebida. Em 1248 foi atraído por nobres descontentes para liderar uma revolta contra o seu pai, o rei Venceslau I da Boémia. Os rebeldes foram vencidos e Otacar foi preso pelo seu pai.
Pai e filho reconciliaram-se finalmente para ajudar a conseguir o desejo do rei em adquirir o vizinho Ducado da Áustria. O ducado não tinha governante desde a morte do duque Frederico II da Áustria em 1246. O plano inicial de Venceslau para adquirir o ducado consistia no matrimónio de Ladislau da Morávia, o seu filho mais velho, com a sobrinha do último duque, Gertrude da Áustria. Esse casamento desfez-se com a morte de Ladislau, e Gertrude voltou a casar com Germano VI de Baden. Este foi recusado pelos estados austríacos e não pôde reinar na Áustria. Venceslau usou isto como pretexto para invadir a Áustria em 1250.
Venceslau libertou o seu filho e em 1251 fê-lo marquês da Morávia, instalando-o, com a aprovação dos nobres austríacos, no governo da Áustria. Otacar entrou na Áustria, onde os estados o aclamaram como duque. Para legitimar a sua posição, Otacar casou-se com a irmã viúva do último duque, Margarida, duquesa da Áustria, trinta anos mais velha do que ele; por ela foi cancelado o compromisso entre sua tia Inês (futura Santa Inês da Boêmia) e Henrique VII da Germânia vinte e cinco anos antes.
Em 1253 morreu Venceslau I, e o filho Otacar sucedeu-o na Boémia. Depois da morte do rei Conrado IV da Germânia, Otacar esperou obter a dignidade imperial, mas a sua eleição não frutificou.

## Casamento e descendência
A 11 de Fevereiro de 1252, Otacar casou-se com Margarida da Áustria. Margarida adoeceu pouco tempo após o casamento e deixou o casamento sem descendência, quando foi repudiada em 1261.
A 25 de Outubro de 1261, Otacar casou-se com Cunegundes da Eslavônia. Provavelmente, tiveram quatro filhos:
Cunegundes e Otacar tiveram a seguinte descendência:
- Henrique da Boémia (1262–1263)?. Faleceu jovem..
- Cunegundes da Boémia (Janeiro de 1265 – 27 de Novembro de 1321). Casou-se com Boleslau II da Masóvia.
- Inês da Boêmia (5 de Setembro de 1269 – 17 de Maio de 1296). Casou-se com Rodolfo II da Áustria.
- Venceslau II da Boémia (17 de Setembro de 1271 – 21 de Junho de 1305).